# 上毛野稲人
上毛野 稲人（かみつけの の いなひと）は、奈良時代の貴族。姓は朝臣。官位は正五位下・刑部大輔。

## 経歴
称徳朝の天平神護3年（767年）正月に従五位下に叙爵すると、同年（神護景雲元年）10月には伊治城築城の功労により従五位上と続けて昇叙される。
光仁朝に入り、宝亀3年（772年）右京亮を経て、宝亀5年（774年）3月に陸奥介に任ぜられる。同年10月には陸奥国鎮守将軍・大伴駿河麻呂による蝦夷征討が行われているが、この征討事業における稲人の活動は明らかでない。宝亀9年（778年）主税頭として京官に復す。
宝亀11年（780年）越後員外守として再び地方官に遷ると、延暦2年（783年）越後守に昇格するなど、光仁朝末から桓武朝初頭にかけて越後国の国司を務める。延暦8年（789年）刑部大輔として再び京官に復し、時期は不明ながら位階は正五位下に至る。
延暦18年（799年）稲人は既に卒去していたが、稲人所有の賤民（家人か）であった宅敷女の息子二人が物部姓の賜姓を受けている。

## 官歴
『続日本紀』による。
- 時期不詳：正六位上
- 天平神護3年（767年） 正月19日：従五位下
- 神護景雲元年（767年）10月15日：従五位上
- 宝亀3年（772年） 9月29日：右京亮
- 宝亀5年（774年） 3月5日：陸奥介
- 宝亀9年（778年） 8月20日：主税頭
- 宝亀11年（780年） 4月27日：越後員外守
- 延暦2年（783年） 2月25日：越後守
- 延暦8年（789年） 9月12日：刑部大輔
- 時期不詳：正五位下
- 延暦18年（799年） 4月3日：見故人

## 関連事項
- 日本の古代東北経営